# Blesteașcie
Blesteașcie (în rusă Блестящие; lit.: Strălucitoarele) este una din primele și cele mai longevive formații de fete din Rusia.

## Membrele formației

### Componențe
- 03.1995 - 04.1996: Olga Orlova, Polina Iodis & Varvara Koroleva
- 04.1996 - 05.1997: Olga Orlova, Polina Iodis & Irina Lukianova
- 05.1997 - 11.1998: Olga Orlova, Polina Iodis, Irina Lukianova & Janna Friske
- 11.1998 - 08.1999: Olga Orlova, Irina Lukianova & Janna Friske
- 08.1999 - 11.2000: Olga Orlova, Irina Lukianova, Janna Friske & Ksenia Novikova
- 11.2000 - 08.2001: Irina Lukianova, Janna Friske & Ksenia Novikova
- 08.2001 - 03.2003: Irina Lukianova, Janna Friske, Ksenia Novikova & Iulia Kovalciuk
- 03.2003 - 06.2003: Janna Friske, Ksenia Novikova & Iulia Kovalciuk
- 06.2003 - 09.2003: Janna Friske, Ksenia Novikova, Iulia Kovalciuk & Anna Semenovich
- 09.2003 - 04.2004: Ksenia Novikova, Iulia Kovalciuk & Anna Semenovich
- 04.2004 - 03.2007: Ksenia Novikova, Iulia Kovalciuk, Anna Semenovich & Nadejda Rucika
- 03.2007 - 05.2007: Ksenia Novikova, Iulia Kovalciuk, Nadejda Rucika & Anastasia Osipova
- 05.2007 - 10.2007: Iulia Kovalciuk, Nadejda Rucika, Anastasia Osipova
- 06.2007 - 08.2007: Iulia Kovalciuk, Nadejda Rucika, Anastacia Osipova & Natalia Asmolova
- 10.2007 - 01.2008: Iulia Kovalciuk, Nadejda Rucika, Anastacia Osipova & Natalia Friske
- 02.2008 - 06.2008: Nadejda Rucika, Anastasia Osipova, Natalia Friske & Anna Dubovitskaya
- 06.2008 - 11.2009: Nadejda Rucika, Anastasia Osipova, Anna Dubovitskaya & Yulianna Lukasheva
- 11.2009 - 06.2011: Nadejda Rucika, Anastasia Osipova, Anna Dubovitskaya & Marina Berejnaia
- 06.2011 - 09.2011: Ksenia Novikova, Nadejda Rucika, Anastasia Osipova, Anna Dubovitskaya & Marina Berejnaia
- 09.2011- 06.2015 : Ksenia Novikova, Nadejda Rucika, Anastasia Osipova & Marina Berejnaia
- 06.2015- ...: Ksenia Novikova, Nadejda Rucika, Marina Berejnaia & Natalya Asmolova

### Schimbări
| Membru             | Membru            | Perioada           | Înlocuit de                       |
| Nume               | Nume nativ        | Perioada           | Înlocuit de                       |
| ------------------ | ----------------- | ------------------ | --------------------------------- |
| Olga Orlova        | Ольга Орлова      | 1995–2000          | Iulia                             |
| Polina Iodis       | Полина Иодис      | 1995–1998          | Ksenia                            |
| Varvara Koroleva   | Варвара Королева  | 1995–1996          | Irina                             |
| Irina Lukianova    | Ирина Лукьянова   | 1996–2003          | Anna S.                           |
| Janna Friske       | Жанна Фриске      | 1997–2003          | Nadejda                           |
| Ksenia Novikova    | Ксения Новикова   | 1999–2007 din 2011 | prima oară: Natalia membru actual |
| Iulia Kovalciuk    | Юлия Ковальчук    | 2001–2007          | Anna D.                           |
| Anna Semenovici    | Анна Семенович    | 2003–2007          | Anastasia                         |
| Nadejda Rucika     | Надежда Ручка     | since 2004         | membru actual                     |
| Anastasia Osipova  | Анастасия Осипова | 2007-2015          | Natalia                           |
| Natalia Asmolova   | Наталия Асмолова  | 2007 since 2015    | membru actual                     |
| Natalia Friske     | Наталья Фриске    | 2007–2008          | Iulianna                          |
| Anna Dubovițkaia   | Анна Дубовицкая   | 2008–2011          |                                   |
| Yulianna Lukasheva | Юлианна Лукашева  | 2008–2009          | Marina                            |
| Marina Berejnaia   | Марина Бережная   | din 2009           | membru actual                     |

## Discografie

### Albume de studio
- 1996: Tam, tol'ko tam ("Acolo, doar acolo")
- 1998: Prosto mecitî ("Doar vise")
- 2000: O liubvi... ("Despre iubire...")
- 2002: Za cetîre morea ("Peste patru mări")
- 2003: Apel'sinovîi rai ("Paradisul portocaliu")
- 2006: Vostocinîe skazki ("Povești orientale")

### Albume compilații
- 1997: Tam, tol'ko tam (Remixuri)
- 2000: Belîm snegom (Compilații)
- 2008: Odnoklassniki

### Single-uri
De pe "Tam, tol'ko tam"
- 1996: Tam, tol'ko tam (O. Orlova, P. Iodis, V. Koroleva) ("Acolo, doar acolo")
- 1996: Fog (O. Orlova, P. Iodis, I. Lukianova)
- 1997: Flowers (O. Orlova, P. Iodis, I. Lukianova, J. Friske)

De pe "Prosto mechty"
- 1997: Oblaka (O. Orlova, P. Iodis, I. Lukyanova, J. Friske) ("Nori")
- 1998: Cha, Cha, Cha (O. Orlova, P. Iodis, I. Lukyanova, J. Friske)
- 1998: Gde je tî gde (O. Orlova, P. Iodis, I. Lukyanova, J. Friske) ("Unde ești, unde")

De pe "O liubvi..."
- 1998: New Year (feat. A-Mega) (O. Orlova, I. Lukyanova, J. Friske)
- 1999: Sweet steering (O. Orlova, I. Lukyanova, Z. Friske, K. Novikova)
- 1999: Za oseniu prideot zima (O. Orlova, I. Lukyanova, Z. Friske, K. Novikova) ("După toamnă vine iarna")
- 1999: Ciao bambino (O. Orlova, I. Lukyanova, Z. Friske, K. Novikova)

De pe "Belym snegom"
- 2000: Belîm snegom (I. Lukyanova, Z. Friske, K. Novikova) ("Cu fulgi albi")
- 2001: Dolgo tebea jdala (I. Lukyanova, Z. Friske, K. Novikova) ("Te-am așteptat mult")

De pe "Za cetîre morea"
- 2001: Au, Au (I. Lukyanova, Z. Friske, K. Novikova, I. Kovalciuk)
- 2002: Za cetîre morea (I. Lukyanova, Z. Friske, K. Novikova, I. Kovalciuk) ("Peste patru mări")
- 2002: A ia vseo letala (I. Lukyanova, Z. Friske, K. Novikova, I. Kovalciuk) ("Dar eu tot zburam")

De pe "Apel'sinovîi rai"
- 2003: Apel'sinovaia pesnea (Z. Friske, K. Novikova, I. Kovalciuk, A. Semenovich) ("Piesa portocalie")

De pe "Vostocinîe skazki"
- 2004: Novogodneaia pesnea (K. Novikova, I. Kovalciuk, A. Semenovich, N. Rucka) ("Piesa de Anul Nou")
- 2005: Palmî parami (K. Novikova, I. Kovalciuk, A. Semenovich, N. Rucka) ("Palmele perechi")
- 2005: Brat moi desantnik (K. Novikova, I. Kovalciuk, A. Semenovich, N. Rucka) ("Fratele meu pușcaș")
- 2005: Vostocinîe skazki (feat. Arash) (K. Novikova, I. Kovalciuk, A. Semenovich, N. Rucka) ("Povești orientale")
- 2006: Agent 007 (K. Novikova, I. Kovalciuk, A. Semenovich, N. Rucka) ("Agent 007")

De pe "Odnoklassniki"
- 2008: Odnoklassniki (N. Rucka, A. Osipova, A. Dubovitskaya, Y. Lukasheva) ("Colegii de clasă")

Single-uri solo
- 2007: Tili-testo (K. novikova, N. Ruchka, I. Kovalciuk, A. Osipova)